# A fost odată un polițist
A fost odată un polițist (titlul original: în franceză Il était une fois un flic...) este un film de comedie polițistă, coproducție franco-italiană, realizat în 1972 de regizorul Georges Lautner, după romanul „TTX 75 en famille”, de Richard Caron, protagoniști fiind actorii Michel Constantin, Mireille Darc, Michael Lonsdale și Venantino Venantini.

## Rezumat
Nisa, 1971. Un traficant de droguri, Maurice Lopez, este împușcat. Poliția găsește o scrisoare pentru fratele său Louis, care locuiește în Tunis, în care îl invită să vină și să se stabilească pe Coasta de Azur împreună cu familia. Campana, un comisar al trupei de narcotice, decide să preia rolul acestui frate pentru a se infiltra în organizația ilegală. Misiunea lui devine mai complicată atunci când trebuie să locuiască cu Françoise, soția lui falsă și fiul ei în vârstă de 9 ani. În plus, colegii de la echipa de criminalistică, neinformați despre înlocuire, îi tot pun piedici în cale.

## Distribuție
- Michel Constantin – comisarul Campana alias Louis Lopez
- Mireille Darc – Christine alias Françoise
- Michael Lonsdale – comisarul Lucas
- Venantino Venantini – Felice, criminalul
- Henri Guybet – un inspector de la PJ (poliția judiciară)
- Jean-Jacques Moreau – un inspector de la PJ
- Daniel Ivernel – Ligmann
- Robert Dalban – comisarul Chauvet
- Phyllis Major – Marianna Halifax
- Robert Castel – Rodriguez, un om a lui Manoni
- Hervé Hillien – Bertrand, fiul lui Christine
- Alain Delon – bărbatul care-l caută pe Rodriguez un etaj mai sus (cameo, nemenționat)
- Charles Southwood – un agent din Biroul de narcotice și de droguri periculoase
- Jean Luisi – un șofer de taxi
- Fransined – un șofer de taxi
- Henri Cogan – omul lui Manoni
- Dado Crostarosa – unul din tinerii portughez
- Giuliano Disperati – un alt criminal
- Ghislain Oyac
- Paul Clerici
- Jeanne Costi
- Daniel Auguste
- Pitsolu Dimitrius
- Charly Bertoni – un agent al Biroului de narcotice
- Henri Dugène
- Hans Vervez